# オマール・ミラネット
オマール・ミラネット（Omar Milanetto,1975年11月30日- ）は、イタリア、ヴェナリーア・レアーレ出身のサッカー選手。ポジションはMF。堅実なプレーメーカー。

## 経歴
名門ユヴェントスFCに入団するものの、トップチームでは出場機会を得られずレンタルを繰り返す。セリエC1での長いプレー期間を経て、モデナFCではジャンニ・デ・ビアージ監督の下でレジスタとして本格的に開花、セリエA昇格に貢献した。続いて移籍したブレシア・カルチョにおいてもデ・ビアージに師事した。
2006年にジェノアCFCへ移籍し、中盤の中核となりクラブの躍進を支える。2006-07シーズンにはセリエB3位となり、セリエA昇格を果たす。ジャン・ピエロ・ガスペリーニ監督の攻撃サッカーを支えるプレーヤーとして奮闘した。
2011年からはセリエBのカルチョ・パドヴァでプレー。しかし2012年5月28日、八百長に関与したとして、ステファノ・マウリらとともにイタリアの警察に逮捕された。

## 所属クラブ
- ユヴェントスFC 1993-1994
- USフィオレンツォーラ1922 1994-1997

→ カルチョ・モンツァ (loan) 1996-1997
- コモ・カルチョ 1997-2000
- モデナFC 2000-2004
- ブレシア・カルチョ 2004-2006
- ジェノアCFC 2006-2011
- カルチョ・パドヴァ 2011-2012